# Sans-Ventre-Linie

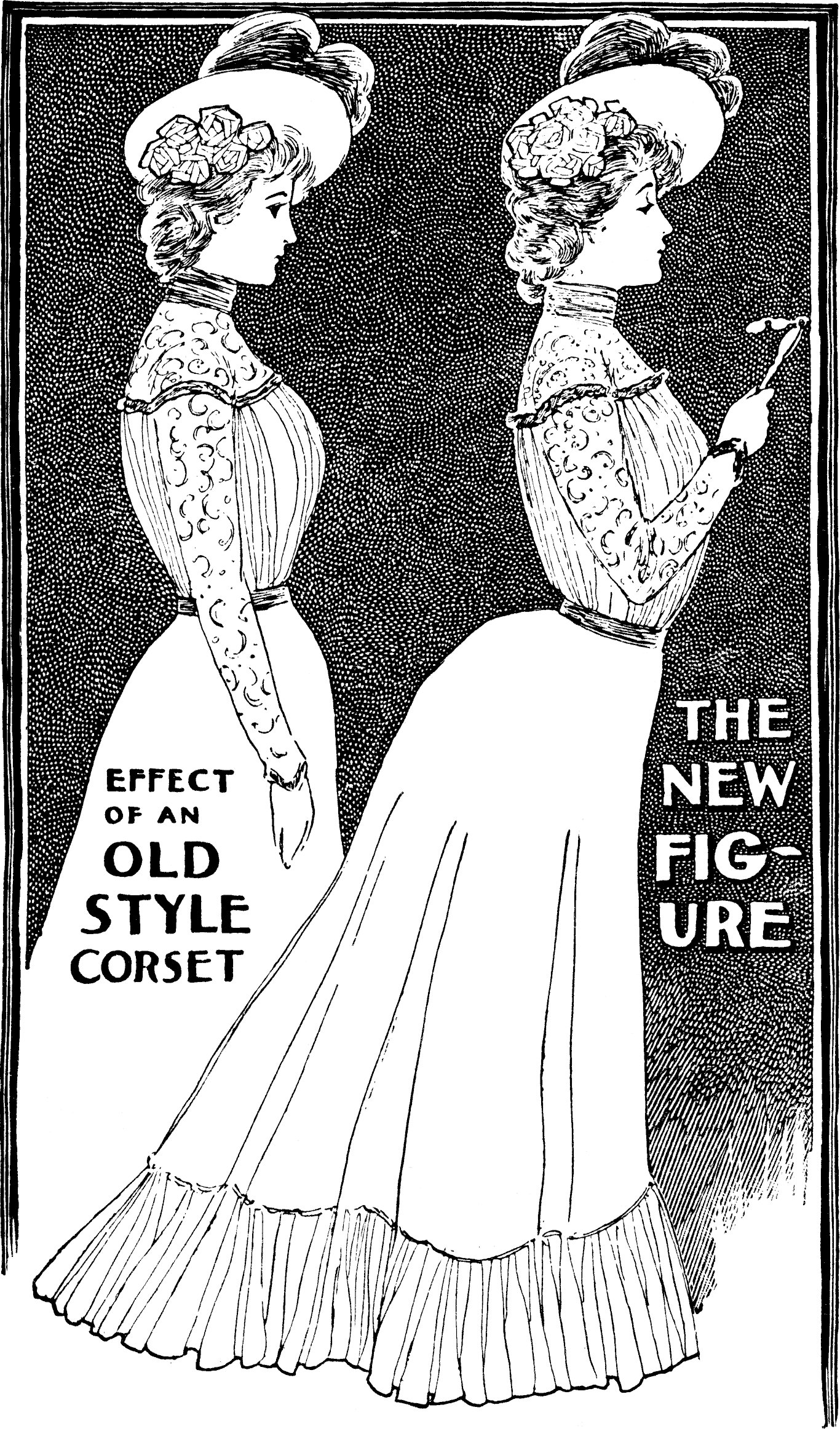
Vergleich der Körperlinien, rechts die Sans-Ventre-Linie

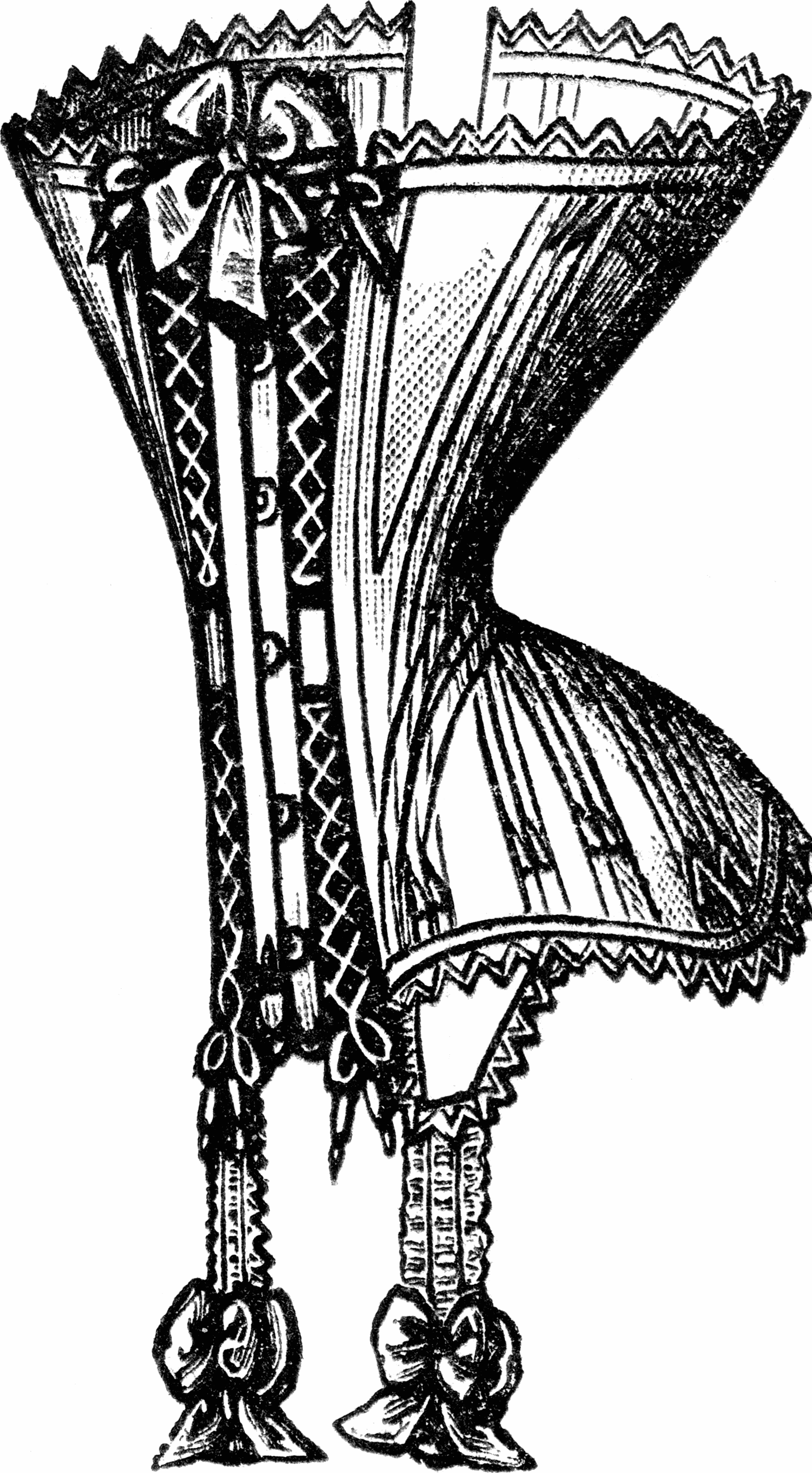
Sans-Ventre-Korsett

Sans-Ventre-Linie bezeichnet in der westlichen Mode der Zeit um 1900 bis 1906/1907 eine durch ein enges, steifes Korsett (Sans-Ventre-Korsett) erzielte Körperform, die den Bauch optisch verschwinden ließ (sans ventre, französisch für „ohne Bauch“), die Hüften nach hinten drückte und dem Körper von der Seite gesehen eine S-Form (daher auch S-Korsett oder S-Linien-Korsett) und eine stets leicht nach vorne gebeugte Haltung verlieh. Ursprünglich war das S-Korsett als Gesundheitskorsett gedacht, das durch seine Konstruktion den Druck vom Unterleib wegnehmen sollte.
Dazu trug man blusige Oberteile mit anliegenden Ärmeln oder ein Bolerojäckchen, der Rock war häufig in Glockenform, wobei durch Bauschung, Raffung bzw. Polsterung in Verbindung mit der Konstruktion des Korsetts das Gesäß betont wurde und so der Eindruck einer kleinen Tournüre entstand.